# Armageddon (bande originale du film)
Pour les articles homonymes, voir Armageddon (homonymie).
Armageddon The Album est la bande originale du film Armageddon de Michael Bay sorti en 1998. Ce premier album est suivi dans l’année par la sortie de la version score intitulé Armageddon The Score.

## Soundtrack

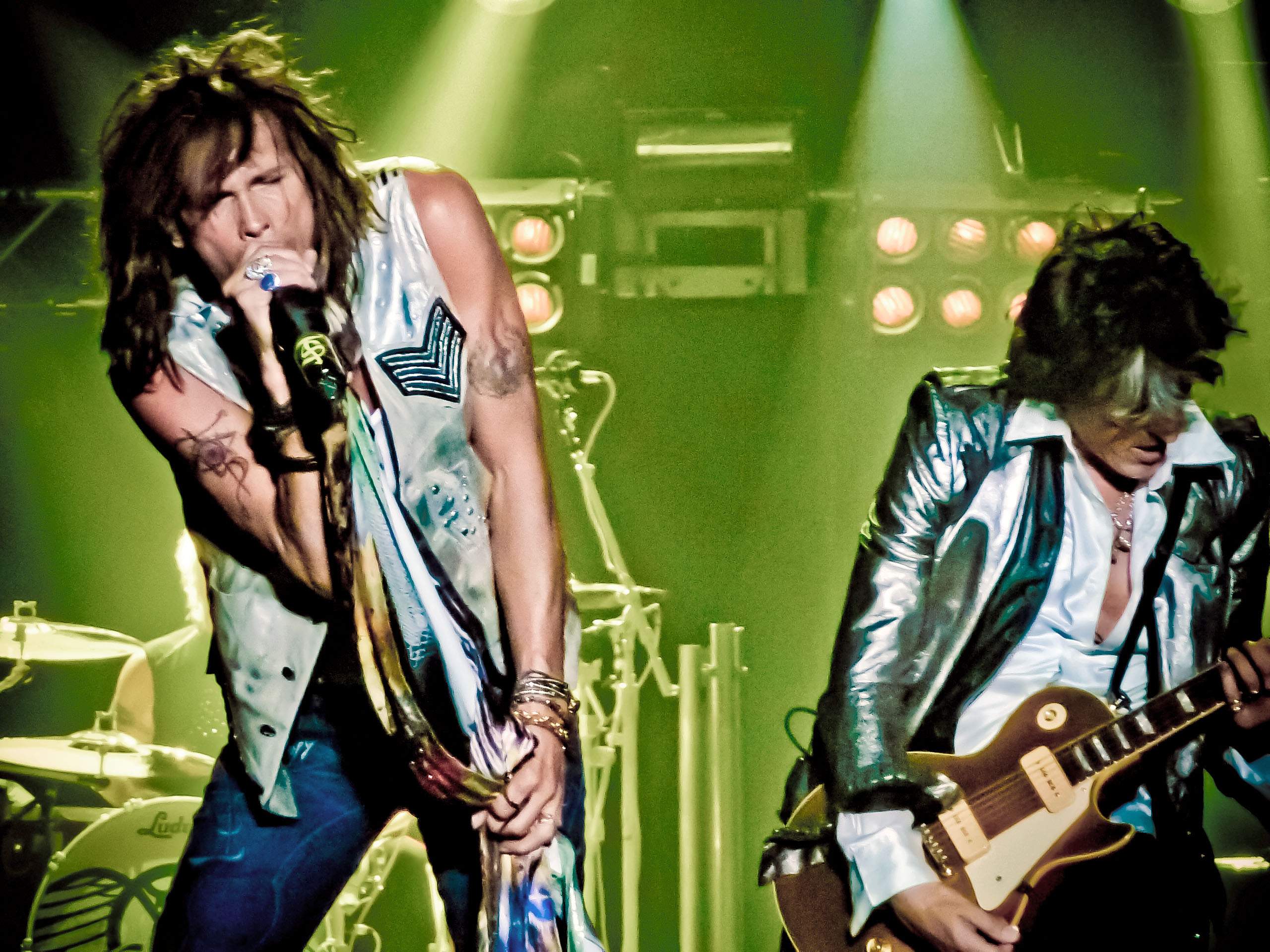
Aerosmith et son chanteur Steven Tyler, présents dans la bande originale.

Armageddon The Album est la bande originale où figurent les différents artistes et groupes que l’on peut entendre dans le long-métrage. L'album contient 14 titres, principalement des chansons Hard rock, dont deux titres inédits du groupe Aerosmith (dont le chanteur Steven Tyler est le père de l'actrice Liv Tyler, qui joue dans le film) ou encore La Grange des ZZ Top. On retrouve également des morceaux inédits de Journey (Remember Me) et Jon Bon Jovi (Mister Big Time) ainsi qu'un remix inédit de Starseed de Our Lady Peace.
| No  | Titre                                                   | Musique      | Auteur                                                | Interprète(s)                                   | Durée |
| --- | ------------------------------------------------------- | ------------ | ----------------------------------------------------- | ----------------------------------------------- | ----- |
| 1.  | I Don't Want to Miss a Thing                            |              | Diane Warren                                          | Aerosmith                                       | 4:59  |
| 2.  | Remember Me                                             |              | Jonathan Cain, Neal Schon, Jack Blades                | Journey (featuring lead vocals by Steve Augeri) | 5:29  |
| 3.  | What Kind of Love Are You On                            |              | Steven Tyler, Joe Perry, Jack Blades, Tommy Shaw      | Aerosmith                                       | 3:16  |
| 4.  | La Grange                                               |              | Billy Gibbons, Dusty Hill, Frank Beard                | ZZ Top                                          | 3:35  |
| 5.  | Roll Me Away                                            |              | Bob Seger                                             | Bob Seger                                       | 4:38  |
| 6.  | When the Rainbow Comes                                  |              | Karl Wallinger                                        | Shawn Colvin                                    | 4:21  |
| 7.  | Sweet Emotion                                           |              | Steven Tyler, Tom Hamilton                            | Aerosmith                                       | 5:10  |
| 8.  | Mister Big Time                                         |              | Jon Bon Jovi, Aldo Nova                               | Jon Bon Jovi                                    | 2:48  |
| 9.  | Come Together                                           |              | John Lennon, Paul McCartney                           | Aerosmith                                       | 3:45  |
| 10. | Wish I Were You                                         |              | Patty Smyth-MacEnroe, Glen Burtnik                    | Patty Smyth                                     | 3:49  |
| 11. | Starseed                                                |              | Raine Maida, Mike Turner, Chris Eacrett, Arnold Lanni | Our Lady Peace                                  | 4:20  |
| 12. | Leaving on a Jet Plane                                  |              | John Denver                                           | Chantal Kreviazuk                               | 4:41  |
| 13. | Theme from Armageddon                                   | Trevor Rabin | Trevor Rabin                                          |                                                 | 3:08  |
| 14. | Animal Crackers (dialogue par Ben Affleck et Liv Tyler) | Steven Tyler | Diane Warren, Trevor Rabin, Harry Gregson-Williams    | Steven Tyler                                    | 2:36  |

## Score
Albums de Trevor Rabin
Les Ailes de l'enfer
(1997) Ennemi d'État
(1998)
Armageddon The Score est la musique du film composée par Trevor Rabin et Harry Gregson-Williams, assistés de nombreux compositeurs de Remote Control Productions : Steve Jablonsky, John Van Tongeren, Don Harper, Martin Tillman, Justin Caine Burnett et Hans Zimmer. La partition comporte 18 titres.
| No  | Titre                         | Durée |
| --- | ----------------------------- | ----- |
| 1.  | Armageddon Suite              | 5:20  |
| 2.  | Harry & Grace Make Peace      | 1:43  |
| 3.  | AJ's Return                   | 4:28  |
| 4.  | Oil Rig                       | 1:59  |
| 5.  | Leaving                       | 2:30  |
| 6.  | Evacuation                    | 3:42  |
| 7.  | Harry Arrives At NASA         | 0:59  |
| 8.  | Back In Business              | 1:36  |
| 9.  | Launch                        | 7:51  |
| 10. | 5 Words                       | 1:37  |
| 11. | Underwater Simulation         | 2:10  |
| 12. | Finding Grace                 | 1:05  |
| 13. | Armadillo                     | 1:13  |
| 14. | Short Straw                   | 3:45  |
| 15. | Demands                       | 1:22  |
| 16. | Death Of MIR                  | 1:29  |
| 17. | Armageddon Piano              | 0:34  |
| 18. | Long Distance Goodbye/Landing | 6:32  |